# Consommé

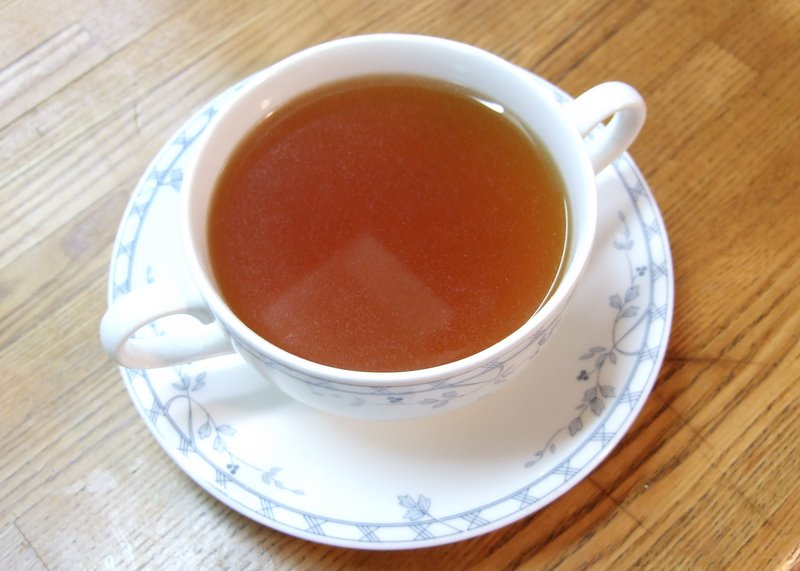
Um recipiente com consommé

Consomé ou Consomê (do francês "Consommé"), é uma especialidade da cozinha francesa. É um caldo de carne ou de galinha que, depois de pronto é clarificado até se tornar numa sopa límpida e dourada; depois da clarificação, não se pode levantar novamente fervura, nem sequer acrescentar sal. Podem acrescentar-se vegetais finamente cortados (uma “brunoise”), cogumelos, pedaços de galinha ou de lagosta, mas já cozidos; a adição mais importante a um consommé já pronto a consumir é o conhaque ou vinho do Porto.  Outras guarnições que se podem acrescentar incluem nata azeda, rodelas de limão, “croutons” (cubinhos de pão torrado) ou pequenas fatias de pão torradas com parmesão, ou ainda tiras de crepes, tomate sem sementes e cortados em cubos e folhas de manjericão. O consommé também pode ser servido frio na forma de cubos de gelatina, com qualquer das guarnições referidas. 
A clarificação do consommé é uma operação delicada, para a qual existem várias receitas. A mais antiga e mais simples inclui apenas a adição de claras de ovo batidas quando o caldo já está pronto e a ferver em fogo muito brando; ao coagular, as claras de ovos acumulam uma grande parte dos resíduos sólidos da carne e dos vegetais, e juntam-se à superfície do caldo, podendo então ser retiradas do caldo, que é depois passado por um pano.  Pode também simplesmente ser passado por um pano.  Em outra receita, junta-se ao caldo o sal necessário para o temperar e uma cebola pequena previamente grelhada, em que se espetam dois cravinhos; depois acrescenta-se uma mistura de claras, legumes picados, uma pequena quantidade de carne moída e sumo de limão e deixa-se ferver em lume brando até se formar à superfície uma crosta que vai acumular todos os sólidos do caldo; abre-se uma "chaminé" nessa crosta, para deixar sair o vapor e deixa-se ferver, até o caldo ficar límpido e com a consistência desejada (vão-se tirando colheradas do caldo através da "chaminé") e finalmente tira-se cuidadosamente todo o caldo e passa-se por um pano úmido. 